# Relations entre le Bangladesh et la Russie
Les relations entre le Bangladesh et la Russie sont les relations bilatérales de la république populaire du Bangladesh et de la fédération de Russie. La Russie a une ambassade à Dacca et un consulat général à Chittagong, tandis que le Bangladesh a une ambassade à Moscou. Les relations diplomatiques entre l'URSS et le Bangladesh ont été établies le 25 janvier 1972. Ces relations se sont poursuivies, la Russie étant l'État successeur de l'Union soviétique.

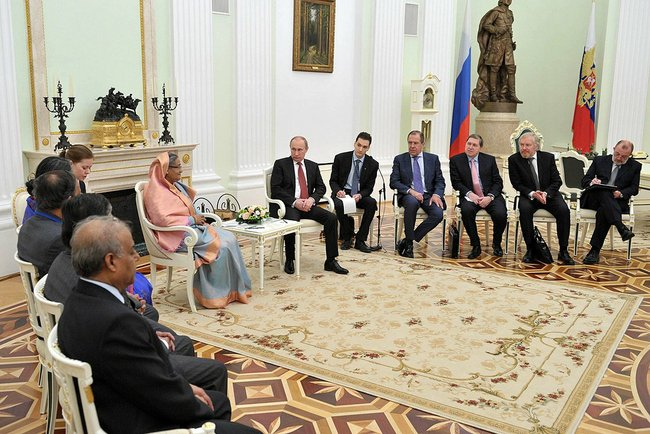
Le sommet Russie-Bangladesh de 2013.

## Relations entre l'Union soviétique et le Bangladesh
L'Union soviétique avait été un fervent défenseur des combattants de la liberté bengalis pendant la guerre de libération du Bangladesh et avait fourni une aide importante, reconnaissant que l'indépendance du Bangladesh affaiblirait la position de ses rivaux — les États-Unis et la Chine. En novembre 1971, l'ambassadeur soviétique au Pakistan, Aleksei A. Rodionov (en), a dirigé un message secret (message Rodionov) qui a finalement averti le Pakistan qu'il « s'engagerait sur une voie suicidaire s'il intensifiait les tensions dans le sous-continent ». Les 6 et 13 décembre 1971, la marine soviétique a dépêché deux groupes de croiseurs et de destroyers, armés de missiles nucléaires depuis Vladivostok, pour suivre la Task Force 74 des États-Unis dans l'océan Indien du 18 décembre au 7 janvier 1972,,. Les Soviétiques disposaient également d'un sous-marin lance-missiles balistiques pour parer à la menace posée par la force opérationnelle USS Enterprise dans l'océan Indien,.
Les relations avec l'Union soviétique ont été cordiales dans les années qui ont suivi immédiatement l'indépendance. L'Union soviétique a soutenu les actions de l'Inde dans le cadre de la guerre d'indépendance, et après la guerre, la marine soviétique a envoyé un atelier flottant au Bangladesh pour le déminage des ports de Chittagong et de Chalna (en)[réf. souhaitée]. Après l'indépendance, la nouvelle armée de l'air du Bangladesh a reçu un don important de l'Union soviétique. Parmi les avions livrés figuraient dix Mig-21MF monoplaces et deux MiG-21UM biplaces. En mars 1972, le Premier ministre bangladais, Sheikh Mujibur Rahman, s'est rendu à Moscou, en partie pour remercier l'État soviétique de son soutien au mouvement de libération du Bangladesh en 1971,,.
Après le coup d'État de 1975 au Bangladesh, les relations avec l'Union soviétique se sont rapidement refroidies. Les régimes militaires de Ziaur Rahman et de Hossain Mohammad Ershad ont abandonné les politiques socialistes et ont cherché à resserrer leurs liens avec les États-Unis, les États arabes, le Pakistan et la république populaire de Chine, tous politiquement éloignés de l'Union soviétique. Le Bangladesh a condamné le soutien soviétique à l'intervention militaire vietnamienne au Cambodge, et le Bangladesh s'est également fermement opposé à l'intervention militaire soviétique en Afghanistan en 1979, aux côtés d'autres nations occidentales et islamiques. En 1989, l'Union soviétique se classait au 14e rang des donateurs d'aide au Bangladesh. Les Soviétiques se sont concentrés sur le développement de l'énergie électrique, du gaz naturel et du pétrole, et ont maintenu des relations culturelles actives avec le Bangladesh. Ils ont financé la centrale thermique de Ghorasal, la plus grande du Bangladesh. Un point bas dans les relations bangladaises-soviétiques est survenu après l'expulsion de neuf diplomates soviétiques de Dacca en décembre 1983 et janvier 1984 par l'impopulaire régime militaire du général Ershad.

## Relations entre la Russie et le Bangladesh

### Visites d'État
En 2009, la Première ministre bangladaise, Sheikh Hasina, s'est rendu à Saint-Pétersbourg et a rencontré le président russe, Vladimir Poutine. En janvier 2013, Hasina a de nouveau rencontré le président Poutine à Moscou.

### Coopération en énergie
En 2018, ROSATOM, le ministère des sciences et des technologies du Bangladesh et le département de l'énergie atomique de l'Inde ont signé un protocole d'accord sur la coopération dans la mise en œuvre du projet de construction de la centrale nucléaire de Rooppur au Bangladesh.

### Coopération militaire
La Russie a mené un effort de vente militaire au Bangladesh et a réussi avec un contrat de 124 millions de dollars pour huit avions de chasse MIG-29.